# نظرية السلالة الحاكمة
نظرية السلالة الحاكمة هي الطّرح الأول الذي يحاول شرح كيفية تطور مصر في عصر ما قبل الأسرات إلى الملكية المتطورة لمصر الحاكمة. تقول النظرية إنّ الجذور الأولى للحضارة الحاكمة للمصريين القدماء استجلبها الغزاة من بلاد الرافدين ثم أسسوا السلالة الحاكمة الأولى وجلبوا الثقافة للسكان الأصليين. أيّد الكثير في مجتمع علم المصريات بقوة هذه النظرية في النصف الأول من القرن العشرين، لكنها فقدت الدعم السائد منذ ذلك الوقت.

## الأصول

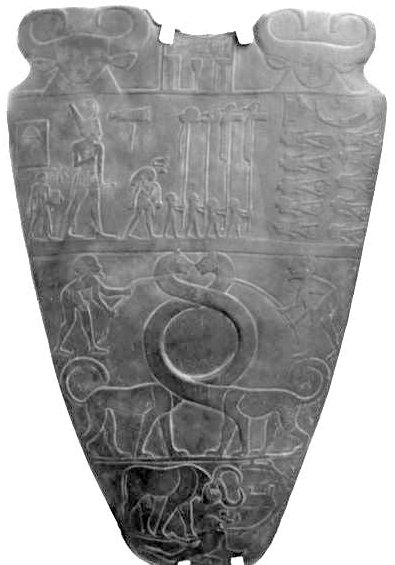
لوحة نعرمر مع الأسود. مصر في العصر الأسري المبكر، الأسرة الأولى نحو 3100 قبل الميلاد

في بدايات القرن العشرين، استخلص عالم الآثار المصري السير وليام ماثيو فلندرز بتري بقايا عظام من مواقع تعود إلى حكم ما قبل الأسرات في مدينة نقادة (مصر العليا) تشير إلى وجود سلالتين مختلفتين بالإضافة إلى السلالة الحاكمة، وتشير أيضًا إلى «أتباع حورس»، هذه البقايا متمايزة بدنيًا، إذ يُلاحظ أن الهيكل عظمي وسعة القحف أكبر. استنتج بتري أنّ الاختلافات البدنية للبقايا والمقترنة بأساليب دفن سابقة غير معروفة، وهندسة القبر غير المعهودة، ووفرة التحف الغريبة، تشير إلى أنّ هذه السلالة يجب أن تكون من النخبة الحاكمة الغازية التي كان لها الأثر في النهوض المفاجئ الظاهر للحضارة المصرية. حدد بتري بالاستناد إلى الأدلة الثقافية الوافرة أنّ السلالة الغازية جاءت من بلاد الرافدين وفرضت نفسها على حضارة البداري الأصلية وأصبحت مسيطرة عليهم. قدم بتري دليلًا على أساليب معمارية جديدة -الهندسة المعمارية المتميزة لبلاد الرافدين «واجهة المبنى على شكل محراب»- وعلى أنماط صناعة الفخار، والأختام الاسطوانية وبعض الأعمال الفنية القليلة، بالإضافة إلى عدد من لوحات القبور واللوحات الصخرية الخاصة بفترة ما قبل الأسرات التي تصوّر السفن، والرموز والشخصيات بأسلوب بلاد الرافدين.
أُطلق على هذا «نظرية السلالة الحاكمة»، النظرية التي أعطت البراهين على أنّ بلاد الرافدين انتصرت على كل من مصر العليا والسفلى وأسست الأسرة الحاكمة الأولى. تشبه مدافن الأسرة الحاكمة الأولى وما قبل الأسرات التي وجدت في نقادة تلك الموجودة في أبيدوس، وسقارة، وهيراكونبوليس.
تبنى كل من العلماء مثل إل.إيه وادل ووالتر براين إيمري الرئيس السابق لقسم علم الآثار المصرية في جامعة لندن آراءً عن نموذج السلالة الحاكمة.

## الاضمحلال
لم تعد نظرية السلالة الحاكمة فرضية مقبولة في مجال علم آثار مرحلة قبل الأسرات. على الرغم من وجود دليل واضح على أنّ ثقافة نقادة الثانية اقتبست الكثير من بلاد الرافدين، فإن وجهة النظر الشائعة اليوم هي أنّ إنجازات الأسرة الحاكمة الأولى كانت نتيجة فترة طويلة من التطور السياسي والثقافي. وكانت هذه الاقتباسات أقدم بكثير من عصر النقادة الثانية، وكان عصر نقادة الثانية على درجة كبيرة من الاستمرارية مع عصر نقادة الأولى، وحدثت التغييرات في عصور نقادة على طول فترات طويلة من الزمن.
يحافظ علم المصريات الحديث بشكل كبير على وجهة النظر القائلة إنّ «تشكّل الدولة هو عملية تخص السكان الأصليين بشكل أساسي»، على الرغم من وجود اختلافات كبيرة في المورفولوجيا التي تشير إلى أنّ الهجرة جرت على طول وادي النيل. حل مكان نظرية السلالة الحاكمة نظرية تقول إن مصر كانت إمبراطورية هيدروليكية.